# Rafael Valls
Rafael Valls Ferri (ur. 25 czerwca 1987 w Cocentainie) – hiszpański kolarz szosowy.
Po sezonie 2021 zakończył karierę sportową.

## Osiągnięcia
Opracowano na podstawie:

2005
- 3. miejsce w mistrzostwach Hiszpanii juniorów (jazda indywidualna na czas)

2010
- 3. miejsce w Tour de San Luis
  - 1. miejsce na 2. etapie
- 2. miejsce w Trofeo Inca

2015
- 1. miejsce w Tour of Oman
  - 1. miejsce na 4. etapie

2019
- 1. miejsce w Prueba Villafranca-Ordiziako Klasika

## Rankingi
| Rok                | 2007  | 2008 | 2009 | 2010 | 2011  | 2012 | 2013 | 2014 | 2015 | 2016 | 2017 | 2018  | 2019 | 2020 |
| ------------------ | ----- | ---- | ---- | ---- | ----- | ---- | ---- | ---- | ---- | ---- | ---- | ----- | ---- | ---- |
| UCI World Calendar |       |      | -    | 167. |       |      |      |      |      |      |      |       |      |      |
| UCI World Tour     |       |      |      |      |       | -    | -    | -    | 87.  | 121. | 105. | 340.  |      |      |
| World Ranking      |       |      |      |      |       |      |      |      |      | 426. | 231. | 1864. | 538. | 858. |
| UCI Europe Tour    | 1351. | -    | 578. |      | 1081. |      |      |      |      | -    | -    | 1994. | 409. | 681. |
| UCI Oceania Tour   | -     | -    | -    |      | -     |      |      |      |      | 86.  | -    | -     |      |      |
|                    |       |      |      |      |       |      |      |      |      |      |      |       |      |      |
| Źródło: UCI        |       |      |      |      |       |      |      |      |      |      |      |       |      |      |